# 8號出口
《8號出口》，或直接沿用日語原文譯作《8番出口》，是由獨立遊戲開發者KOTAKE CREATE製作的驚悚步行模擬器遊戲。遊戲原定於2023年11月30日發售，但最終提早一天，在2023年11月29日於Steam商店推出。

## 遊戲內容
《8號出口》是步行模擬器遊戲，玩家在遊戲開場時身處地下通道中，遊戲要求玩家從地下通道的8號出口離開地下通道。玩家需要在第一次走入長廊時仔細觀察場景，並在接下來每一次拐進長廊時比對長廊內的場景是否與最初的場景存在不同。如果存在不同（「異變」），玩家需要走回頭路；否則，玩家需要繼續前進。拐角處的路標顯示玩家的進度，最初寫有數字零。玩家若做出正確判斷，拐進拐角後路標的數字會增加一；否則路標的數字會復位為零。玩家每次進入長廊時，遊戲會隨機讓長廊呈現一種異變或維持正常，而玩家需要連續做出正確判斷，令路標數字變成8，從而得以從8號出口順利離開地下通道，完成遊戲。遊戲中的異變多帶有恐怖成分，例如墻壁上的海報會變成鬼臉，以及長廊中出現明顯致敬電影的擋路雙胞胎。

## 創作
本作的開發者KOTAKE CREATE是個人開發者。他長年埋頭于製作另一款遊戲，在此過程中他想先發佈一款簡單的遊戲，於是在經歷了半年的構思和三個月的實際編碼后製作出了本作。作者個人喜歡帶有一些令人毛骨悚然氣息的地下通道，以此為發想製作一款循環遊戲。在選定遊戲玩法時他受到了類似遊戲《I'm on Observation Duty》的啓發，將找不同和恐怖聯係在一起，而與無限迴圈結合，可以減少工作量。作者在製作本作時還受到其他恐怖作品及迴圈主題的作品的影響，包括《P.T.》、《The Backrooms》（後室）、《12分鐘》等。本作使用虛幻引擎5製作，令遊戲的畫面更加逼真。

## 反響
《8號出口》發售當天便售出3萬餘套，對於首次發佈遊戲的個人開發者而言是巨大的成功。作者原本預計該遊戲會遭受玩家排山倒海的負評，然而玩家給本作給出了普遍好評，超出作者預料。本作的流行也激發了仿製、山寨作品的出現，有人將遊戲山寨成手機版上架App Store，也有人製作内容相似的《Station 5》，令本作有轉變爲“類8號出口”品類的趨勢。 不久，作者製作了《8號月台》並作為8號出口的與續作，但是故事發生在玩家遇見8號出口之前，也是此作品故事的前傳。
2024年12月27日，官方宣佈遊戲改編真人電影將於2025年上映。

## 真人電影
2024年12月27日宣布改編為真人電影。預定於2025年8月29日在日本上映，由川村元氣執導、二宮和也主演。IMAX版也於同天上映。
2025年5月19日，入選第78屆坎城影展「午夜單元」，並進行世界首映。另外，於坎城影展拿到「Prix Luciole」（參展電影海報設計比賽）的最佳海報設計獎。

### 登場人物
- 迷路的男人：二宮和也
- 行走的男人：河內大和（日语：河内大和）
- 少年：淺沼成
- 花瀬琴音（日语：花瀬琴音）
- 小松菜奈[15]

### 製作團隊
- 原作：KOTAKE CREATE『8番出口』
- 導演：川村元氣
- 劇本：平瀨謙太朗（日语：平瀬謙太朗）、川村元氣
- 劇本協力：二宮和也
- 配樂：中田康貴（CAPSULE）、網守將平（日语：網守将平）[16]
- 監製：臼井央、岡村和佳菜
- 製作人：山田兼司、山元哲人、伊藤太一
- 企劃：坂田悠人
- 撮影：今村圭佑（日语：今村圭佑）
- 燈光：平山達彌
- 音效：矢野正人
- 剪輯：瀨谷櫻
- 美術：杉本亮（日语：杉本亮）
- 裝飾：茂木豐
- VFX：政本星爾
- 發行：東寶
- 制作公司：STORY inc.、AOI Pro.
- 製作：電影「8號出口」製作委員會（東寶、STORY inc.、OFFICE NINO、Metro Ad Agency、AOI Pro.、LAWSON、水鈴社、東販）

## 外部連結
- 官方网站
- 電影官方網站
  - 電影的X（前Twitter）
  - 電影的Instagram帳戶
  - 電影的TikTok